# Ali Palabıyık
Ali Palabıyık (Ankara, 14 augustus 1981) is een Turks voormalig voetbalscheidsrechter. Hij was in dienst van FIFA en UEFA tussen 2015 en 2022. Ook leidde hij van 2011 tot 2023 wedstrijden in de Süper Lig.
Op 27 oktober 2012 leidde Palabıyık zijn eerste wedstrijd in de Turkse nationale competitie. Tijdens het duel tussen Mersin İdman Yurdu en Istanbul Başakşehir (2–0) trok de leidsman zevenmaal de gele kaart. In Europees verband debuteerde hij tijdens een wedstrijd tussen Neftçi Bakoe en Mladost Podgorica in de eerste voorronde van de Europa League; het eindigde in 2–2 en Palabıyık gaf vier gele kaarten. Zijn eerste interland floot hij op 26 maart 2016, toen Azerbeidzjan met 0–1 verloor van Kazachstan. Tijdens dit duel gaf Palabıyık aan één speler een gele kaart.

## Interlands
| Datum             | Plaats                 | Wedstrijd                 | Uitslag | Competitie             | Kreeg geel | Kreeg voor de tweede keer geel en dus rood | Weggestuurd |
| ----------------- | ---------------------- | ------------------------- | ------- | ---------------------- | ---------- | ------------------------------------------ | ----------- |
| 26 maart 2016     | Belek, Turkije         | Azerbeidzjan – Kazachstan | 0 – 1   | Vriendschappelijk      | 1          | 0                                          | 0           |
| 26 maart 2017     | Attard, Malta          | Malta – Slowakije         | 1 – 3   | WK 2018 kwalificatie   | 3          | 2                                          | 0           |
| 3 maart 2018      | Aksu, Turkije          | Zuid-Korea – Letland      | 1 – 0   | Vriendschappelijk      | 0          | 0                                          | 0           |
| 29 mei 2018       | Bakoe, Azerbeidzjan    | Azerbeidzjan – Koerdistan | 3 – 0   | Vriendschappelijk      | 1          | 0                                          | 0           |
| 12 oktober 2018   | Minsk, Wit-Rusland     | Wit-Rusland – Luxemburg   | 1 – 0   | Nations League 2018/19 | 5          | 0                                          | 0           |
| 21 maart 2019     | Pristina, Kosovo       | Kosovo – Denemarken       | 2 – 2   | Vriendschappelijk      | 3          | 0                                          | 0           |
| 11 juni 2019      | Mainz, Duitsland       | Duitsland – Estland       | 8 – 0   | EK 2020 kwalificatie   | 1          | 0                                          | 0           |
| 10 september 2019 | Podgorica, Montenegro  | Montenegro – Tsjechië     | 0 – 3   | EK 2020 kwalificatie   | 4          | 0                                          | 0           |
| 16 november 2019  | Serravalle, San Marino | San Marino – Kazachstan   | 1 – 3   | EK 2020 kwalificatie   | 5          | 0                                          | 0           |
| 10 oktober 2020   | Madrid, Spanje         | Spanje – Zwitserland      | 1 – 0   | Nations League 2020/21 | 3          | 0                                          | 0           |
| 25 maart 2021     | Parma, Italië          | Italië – Noord-Ierland    | 2 – 0   | WK 2022 kwalificatie   | 2          | 0                                          | 0           |
| 7 september 2021  | Moskou, Rusland        | Rusland – Malta           | 2 – 0   | WK 2022 kwalificatie   | 3          | 0                                          | 0           |
| 15 januari 2022   | Boztepe, Turkije       | IJsland – Zuid-Korea      | 1 – 5   | Vriendschappelijk      | 0          | 0                                          | 0           |
| 14 juni 2022      | Łódź, Polen            | Oekraïne – Ierland        | 1 – 1   | Nations League 2022/23 | 5          | 0                                          | 0           |
| 22 september 2022 | Brussel, België        | België – Wales            | 2 – 1   | Nations League 2022/23 | 3          | 0                                          | 0           |